# Hällby församling med Tumbo och Råby-Rekarne
Hällby församling med Tumbo och Råby-Rekarne är en församling i Rekarne kontrakt i Strängnäs stift. Församlingen ligger i Eskilstuna kommun i Södermanlands län. Församlingen utgör ett enförsamlingspastorat.

## Administrativ historik
Församlingen bildades 1 januari 2002 genom sammanläggning av Hällby församling, Tumbo församling och Råby-Rekarne församling.

## Kyrkor
- Hällby kyrka
- Råby-Rekarne kyrka
- Tumbo kyrka